# Espadaea amonaea
Espadaea  es un género monotípico de plantas con flores perteneciente a la subfamilia Gaetzeoideae, incluida en la familia de las solanáceas (Solanaceae). Su única especie, el rascabarriga de Cuba (Espadaea amonaea), es originaria de Cuba.

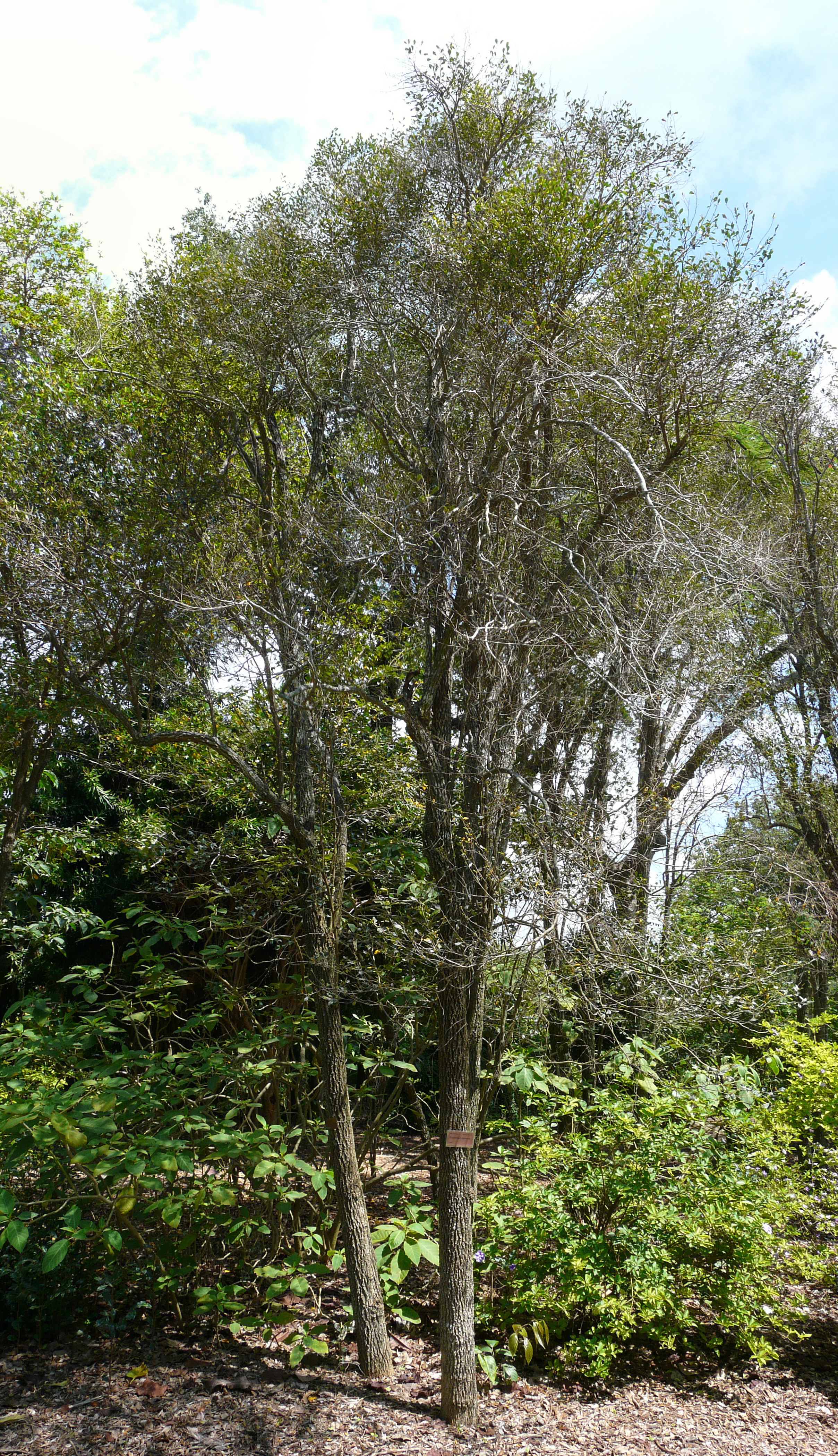
Vista de la planta

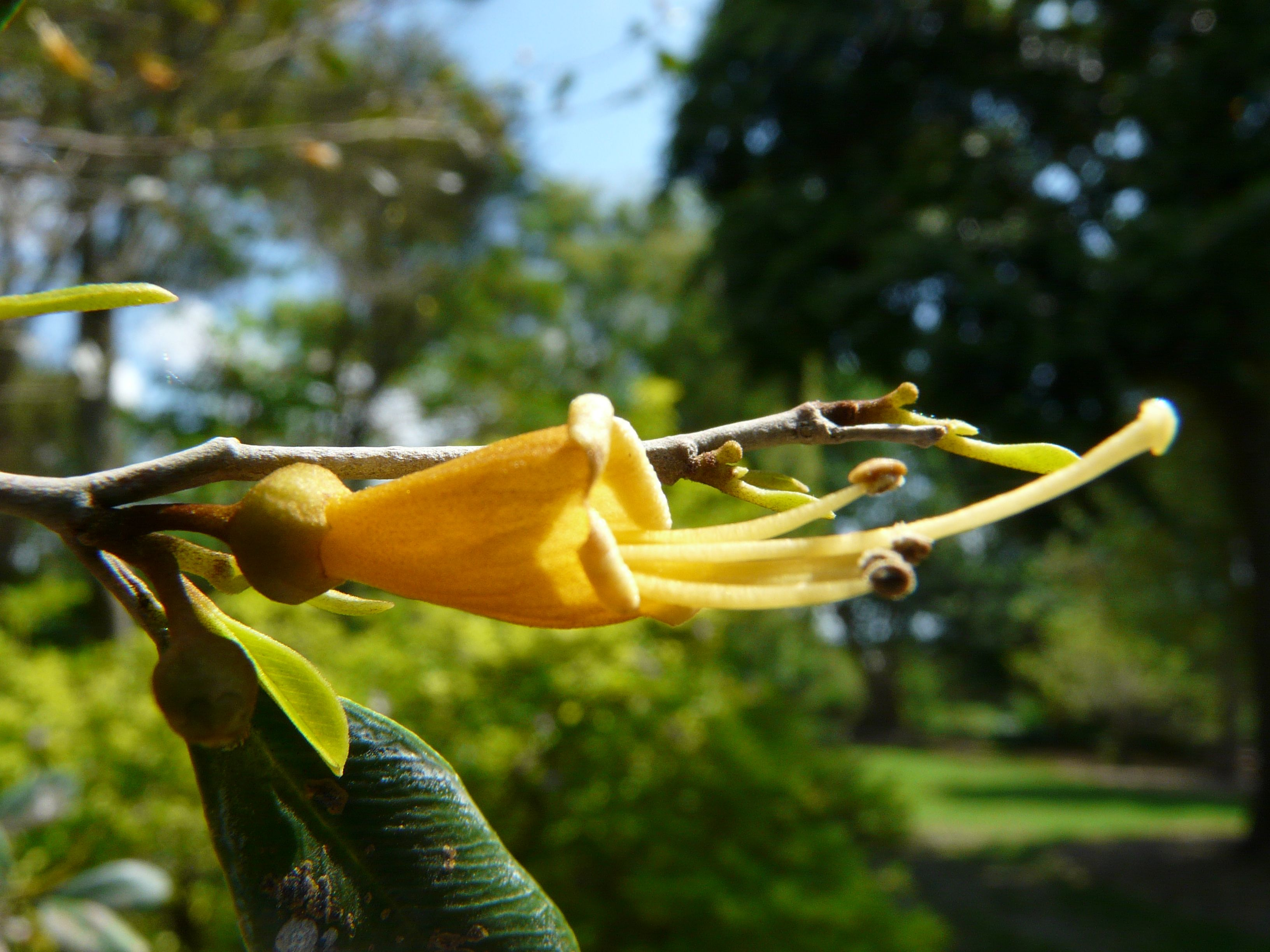
Detalle de la flor

## Descripción
Espadaea amoena es un alto árbol que alcanza un tamaño de 5 a 6 metros. La corteza es grisácea y con tricomas peludos. Los peciolos miden desde 0,2 hasta 0,35 cm de largo, la lámina de la hoja tiene una longitud de 2.3 a 4.5 cm y una anchura de entre 1 y 2,7 cm, son lineales muy variable a ovadas, la parte superior es brillante y sin pelo, la parte inferior es simple, con tricomas peludos. Las flores aparecen por separado en las axilas de las hojas en largos tallos de 3 a 6 mm de largo. El cáliz tiene forma de copa, cubierto con dientes cortos y peludo en el exterior. La corola es de color amarillo-marrón, en forma de embudo, ligeramente doblada. Los frutos son esféricos y cónicos, de color naranja pálido o amarillo, 1.5 a 2.3 cm de largo y 1.3 a 1.9 cm de ancho  y contienen una o dos semillas.

## Taxonomía
Espadaea amonaea fue descrita por Achille Richard y publicado en Historia Física Política y Natural de la Isla de Cuba, Botánica 2: 148, en el año 1853.
Sinonimia
- Armeniastrum apiculatum Lem.
- Espadaea amoena var. nejasaensis Kitan.
- Espadaea apiculata (Lem.) Miers[3]